# EuroEyes Cyclassics 2017
22. edycja wyścigu kolarskiego EuroEyes Cyclassics odbył się 20 sierpnia 2017 roku. Wyścig ten znajdował się w UCI World Tour 2017.

## Uczestnicy
Na starcie wyścigu stanęło 21 zespołów. Wśród nich wszystkie osiemnaście ekip UCI World Tour 2017 oraz trzy z tzw. dziką kartą. 
Lista drużyn uczestniczących w wyścigu:
| Numery  | Kod | Drużyna              |
| ------- | --- | -------------------- |
| 1-8     | ORS | Orica-Scott          |
| 11-18   | KAT | Team Katusha-Alpecin |
| 21-28   | BOH | Bora-Hansgrohe       |
| 31-38   | TBM | Bahrain-Merida       |
| 41-48   | SUN | Team Sunweb          |
| 51-58   | CDT | Cannondale-Drapac    |
| 61-68   | ALM | Ag2r-La Mondiale     |
| 71-78   | LTS | Lotto Soudal         |
| 81-88   | MOV | Movistar Team        |
| 91-98   | BMC | BMC Racing Team      |
| 101-108 | FDJ | FDJ                  |

| Numery  | Kod | Drużyna               |
| ------- | --- | --------------------- |
| 111-118 | QST | Quick-Step Floors     |
| 121-128 | SKY | Team Sky              |
| 131-138 | AST | Astana Pro Team       |
| 141-148 | DDD | Dimension Data        |
| 151-158 | TLJ | Team LottoNL-Jumbo    |
| 161-168 | TFS | Trek-Segafredo        |
| 171-178 | UAD | UAE Team Emirates     |
| 181-188 | CCC | CCC Sprandi Polkowice |
| 191-198 | GAZ | Gazprom-RusVelo       |
| 201-208 | COF | Cofidis               |

## Klasyfikacja generalna
| M-ce | Imię i nazwisko     | Kraj      | Drużyna               | Czas       |
| ---- | ------------------- | --------- | --------------------- | ---------- |
| 1.   | Elia Viviani        | Włochy    | Team Sky              | 5h 15' 51" |
| 2.   | Arnaud Démare       | Francja   | FDJ                   | + 0"       |
| 3.   | Dylan Groenewegen   | Holandia  | Team LottoNL-Jumbo    | + 0"       |
| 4.   | Alexander Kristoff  | Norwegia  | Team Katusha-Alpecin  | + 0"       |
| 5.   | André Greipel       | Niemcy    | Lotto Soudal          | + 0"       |
| 6.   | Maximiliano Richeze | Argentyna | Quick-Step Floors     | + 0"       |
| 7.   | Jasper Stuyven      | Belgia    | Trek-Segafredo        | + 0"       |
| 8.   | Marko Kump          | Słowenia  | UAE Team Emirates     | + 0"       |
| 9.   | Nacer Bouhanni      | Francja   | Cofidis               | + 0"       |
| 10.  | Rudy Barbier        | Francja   | Ag2r-La Mondiale      | + 0"       |
|      |                     |           |                       |            |
| 58.  | Łukasz Owsian       | Polska    | CCC Sprandi Polkowice | + 0"       |
| 90.  | Patryk Stosz        | Polska    | CCC Sprandi Polkowice | + 3' 01"   |
| 96.  | Mateusz Taciak      | Polska    | CCC Sprandi Polkowice | + 3' 01"   |
| 102. | Łukasz Wiśniowski   | Polska    | Team Sky              | + 3' 01"   |
| 111. | Maciej Paterski     | Polska    | CCC Sprandi Polkowice | + 3' 01"   |
| 154. | Michał Gołaś        | Polska    | Team Sky              | + 6' 26"   |
| 158. | Konrad Małecki      | Polska    | CCC Sprandi Polkowice | + 8' 01"   |